# Zethus proximus
Zethus proximus är en stekelart som beskrevs av Fox 1899. Zethus proximus ingår i släktet Zethus och familjen Eumenidae. Inga underarter finns listade i Catalogue of Life.